# Otočec
Otočec je naselje v Občini Novo mesto. Kot trg je Št. Peter obstajal že več stoletij, prvič se omenja leta 1360. Središče naselja se od 80. let 20. stol. zopet imenuje Šentpeter. V kraju stoji župnijska cerkev posvečena svetemu Petru po katerem se je kraj imenoval do leta 1952. Z uvedbo uličnega sistema so v centru kraja obudili staro ime. Iz prejšnjih stoletij nimamo veliko podatkov, vemo, da je bil leta 1452 pri cerkvi sv. Petra ustanovljen vikarijat z duhovnikom, samostojen je postal leta 1620. Območje Šentpetra je bilo dolgo pod upravo stiškega samostana. Velik vpliv so imela tudi gospostva bližnjih gradov Otočec in Stari grad.  V 19. stol. je kraj doživel burno družabno prebujenje, v kraju je delovalo več gostiln:  Pri Marentetu, kamor je rad zahajal pisatelj Janez Trdina, Bojančeva gostilna in mesarija, Med orehi, Pri Korošcu... Leta 1863 je bila ustanovljena samostojna župnija, 1866 osnovna šola, 1887 poštni urad itd. V začetku 20. stoletja je bilo ustanovljenih več društev: gasilsko junija 1907 po več požarih v Št. Petru, Katoliško prosvetno društvo, Sokolska četa, Izobraževalno društvo... Kraj se je zaradi ugodne lege med Novim mestom in gradom Otočec dobro razvijal tudi po zaslugi otoških grofov. Na pokopališču v Šentpetru je še sedaj ohranjena grobnica otoških grofov Margheri. Do konca 2. svetovne vojne je bil Šentpeter tudi sedež samostojne občine. Večji razvoj pa je začel doživljati v 70. in 80. letih 20. stoletja, ko se je v kraj preselilo veliko ljudi, s tem se je razvila njegova celotna infrastruktura. Konec 80. let so uvedli ulice. Središče nosi zgodovinsko ime Šentpeter, ostala imena so nastala na novo: Dobrava, Skalna ulica, Krožna pot, Starine, Šolska cesta, Nad Krko, Prapreška pot in Grajska cesta. V 90. letih 20. stoletja je prerasel v urbanizirano podeželsko naselje, postal pa je tudi pomembno turistično središče, k čemur je veliko pripomogel grad Otočec, ki je edini grad na otoku v Sloveniji, v njem pa se nahaja tudi hotel s petimi zvezdicami.

## Izvor krajevnega imena
Kraj se je do sredine 20. stoletja uradno imenoval Št. Peter. Lokalno se med domačini še vedno imenuje Šempeter. Ime Otóčec se prvotno nanaša le na grad (Grad Otočec), ki stoji na enem izmed otokov na Krki. Leta 1952 so morali kraj preimenovati in so uporabili ime gradu v bližini naselja.  Grad se v starih listinah omenja leta 1252 kot Werde, 1254 Werd 1351 Verde, to je s srednjevisokonemško besedo, ki pomeni 'otok'. V preteklosti je bil znan tudi pod imenom Otočice.